# Communauté de communes du Sud Gironde
La communauté de communes du Sud Gironde est un établissement public de coopération intercommunale (EPCI) français, situé dans le département de la Gironde, en région Nouvelle-Aquitaine.
La communauté de communes du Sud Gironde est adhérente, pour 14 de ses communes, du syndicat mixte du Pays des Rives de Garonne dont l'objectif est un projet commun de développement socio-économique, de gestion de l'espace et d'organisation des services.

## Historique
La création de la communauté de communes du Sud Gironde par fusion de la communauté de communes du Pays de Langon avec la communauté de communes du canton de Villandraut et la communauté de communes du Pays paroupian a été actée par arrêté préfectoral en date du 23 décembre 2013 après accord des communes participantes.
Le même arrêté préfectoral fixe son entrée en vigueur au 1er janvier 2014.
Depuis le 1er janvier 2015, la commune de Castillon-de-Castets a intégré la communauté de communes portant à 30 le nombre de communes adhérentes.
Le 1er janvier 2017, Castillon-de-Castets et Castets-en-Dorthe se réunissent au sein de la commune nouvelle de Castets et Castillon tandis que les communes du Pian-sur-Garonne, de Saint-André-du-Bois, Saint-Germain-de-Grave, Saint-Macaire, Saint-Maixant, Saint-Martial, Semens et Verdelais, issues de la communauté de communes des Coteaux Macariens intègrent la communauté de communes. Portant le nombre total de communes adhérentes à 37.

## Territoire communautaire

### Géographie physique
Située au sud  du département de la Gironde, la communauté de communes du Sud Gironde regroupe 37 communes et présente une superficie de 830,2 km2.

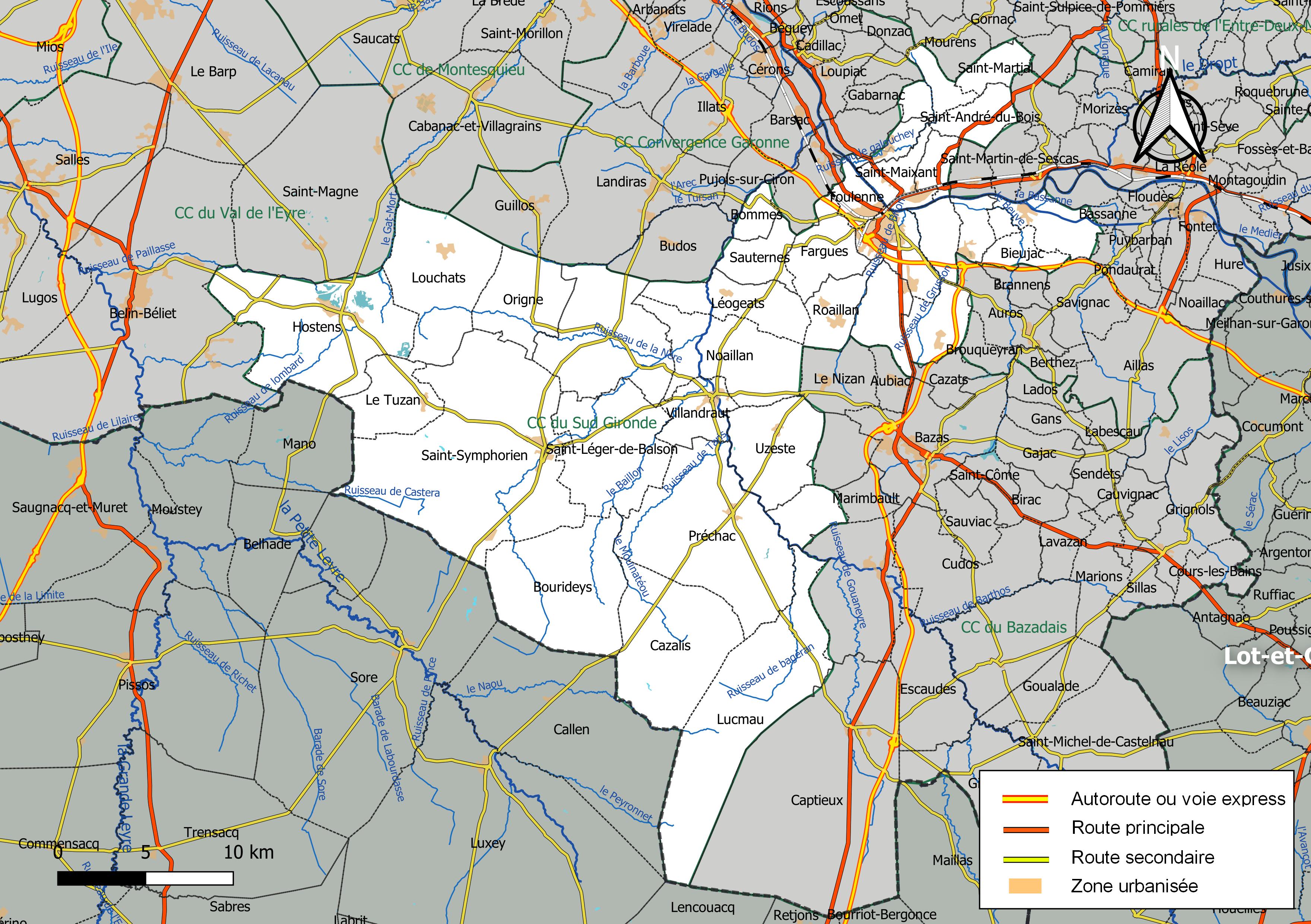
Carte de la communauté de communes du Sud Gironde au 1er janvier 2019.

### Composition

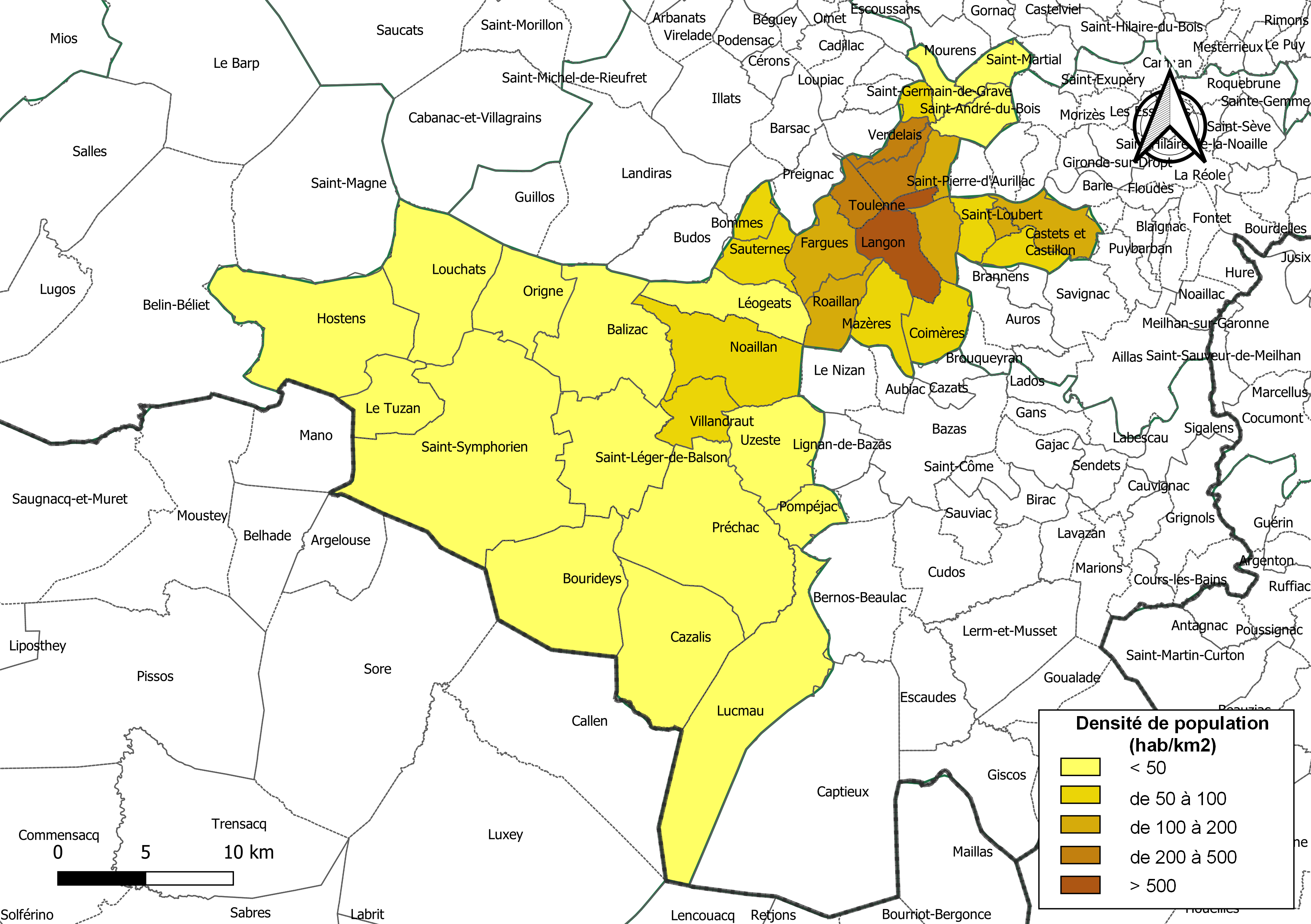
Carte des densités de population (millésimée 2016) des communes de la communauté de communes du Sud Gironde. Composition en communes au 1er janvier 2019.

La communauté de communes est composée des 37 communes suivantes :

| Nom                     | Code Insee | Gentilé          | Superficie (km2) | Population (dernière pop. légale) | Densité (hab./km2) |
| ----------------------- | ---------- | ---------------- | ---------------- | --------------------------------- | ------------------ |
| Mazères (siège)         | 33279      | Mazèriens        | 13,14            | 781 (2022)                        | 59                 |
| Balizac                 | 33026      | Balizacais       | 41,78            | 520 (2022)                        | 12                 |
| Bieujac                 | 33050      | Bieujacais       | 6,97             | 670 (2022)                        | 96                 |
| Bommes                  | 33060      | Bommais          | 5,8              | 450 (2022)                        | 78                 |
| Bourideys               | 33068      | Bourideysiens    | 48,44            | 100 (2022)                        | 2,1                |
| Castets et Castillon    | 33106      |                  | 13,16            | 1 539 (2022)                      | 117                |
| Cazalis                 | 33115      | Cazalisiens      | 46,81            | 255 (2022)                        | 5,4                |
| Coimères                | 33130      | Coimmériens      | 12,91            | 1 077 (2022)                      | 83                 |
| Fargues                 | 33164      | Farguais         | 15,41            | 1 634 (2022)                      | 106                |
| Hostens                 | 33202      | Hostensois       | 57,64            | 1 530 (2022)                      | 27                 |
| Langon                  | 33227      | Langonnais       | 13,71            | 7 523 (2022)                      | 549                |
| Léogeats                | 33237      | Léogeatais       | 19,61            | 880 (2022)                        | 45                 |
| Louchats                | 33251      | Louchatais       | 39,24            | 697 (2022)                        | 18                 |
| Lucmau                  | 33255      | Lucmalais        | 66,73            | 244 (2022)                        | 3,7                |
| Noaillan                | 33307      | Noaillannais     | 31,8             | 1 698 (2022)                      | 53                 |
| Origne                  | 33310      | Orignais         | 27,19            | 188 (2022)                        | 6,9                |
| Le Pian-sur-Garonne     | 33323      | Pianais          | 6,35             | 967 (2022)                        | 152                |
| Pompéjac                | 33329      | Pompéjacais      | 9,74             | 275 (2022)                        | 28                 |
| Préchac                 | 33336      | Préchacais       | 63,87            | 1 059 (2022)                      | 17                 |
| Roaillan                | 33357      | Roaillannais     | 11,48            | 1 793 (2022)                      | 156                |
| Saint-André-du-Bois     | 33367      | Andrésiens       | 10               | 438 (2022)                        | 44                 |
| Saint-Germain-de-Grave  | 33411      | Saint-Germinois  | 6,16             | 147 (2022)                        | 24                 |
| Saint-Léger-de-Balson   | 33429      | Léodegariens     | 38,04            | 316 (2022)                        | 8,3                |
| Saint-Loubert           | 33432      | Lupertiens       | 2,11             | 230 (2022)                        | 109                |
| Saint-Macaire           | 33435      | Macariens        | 1,79             | 2 000 (2022)                      | 1 117              |
| Saint-Maixant           | 33438      | Saint-Maixantais | 7,68             | 2 046 (2022)                      | 266                |
| Saint-Martial           | 33440      |                  | 7,47             | 238 (2022)                        | 32                 |
| Saint-Pardon-de-Conques | 33457      | Perdonnais       | 6,68             | 639 (2022)                        | 96                 |
| Saint-Pierre-de-Mons    | 33465      | Pierre-Montois   | 9,27             | 1 218 (2022)                      | 131                |
| Saint-Symphorien        | 33484      | Paroupians       | 106,29           | 1 825 (2022)                      | 17                 |
| Sauternes               | 33504      | Sauternais       | 11,32            | 816 (2022)                        | 72                 |
| Semens                  | 33510      | Semensois        | 3,67             | 216 (2022)                        | 59                 |
| Toulenne                | 33533      | Toulennais       | 6,58             | 2 860 (2022)                      | 435                |
| Le Tuzan                | 33536      | Tuzannais        | 18               | 257 (2022)                        | 14                 |
| Uzeste                  | 33537      | Uzestois         | 26,05            | 467 (2022)                        | 18                 |
| Verdelais               | 33543      | Verdelaisiens    | 4,75             | 1 042 (2022)                      | 219                |
| Villandraut             | 33547      | Villandrautais   | 12,58            | 1 140 (2022)                      | 91                 |

### Démographie
| 1968   | 1975   | 1982   | 1990   | 1999   | 2006   | 2011   | 2016   | 2022   |
| ------ | ------ | ------ | ------ | ------ | ------ | ------ | ------ | ------ |
| 24 310 | 24 084 | 25 467 | 26 900 | 28 752 | 33 073 | 36 531 | 38 135 | 39 775 |

## Administration
L'administration de l'intercommunalité repose, à compter du renouvellement général des conseils municipaux de mars 2014, sur 48 délégués titulaires, à raison d'un délégué par commune membre, sauf Langon qui en dispose de 12, Toulenne de quatre et Fargues, Noaillan, Roaillan, Hostens et Saint-Symphorien chacune de deux,.

À compter du 1er janvier 2015, en raison, d'une part, de la parution du décret ministériel du 24 décembre 2014 authentifiant les nouveaux chiffres de population en France et, d'autre part, de l'adhésion de la commune de Castillon-de-Castets à la communauté de communes, le nombre des délégués chargés de l'administration de l'intercommunalité est fixé à 52 délégués titulaires, à raison d'un délégué par commune membre, sauf Langon qui en dispose de 13, Toulenne de quatre, Saint-Symphorien de trois, et Fargues, Noaillan, Roaillan, Hostens et Castets-en-Dorthe de deux chacune.
| Période                                  | Période  | Identité         | Étiquette | Qualité |
| ---------------------------------------- | -------- | ---------------- | --------- | --- |
| Les données manquantes sont à compléter. |          |                  |           | |
| janvier 2014                             | 2020     | Philippe Plagnol | PS/DVG    | Chirurgien retraité, maire de Langon (mars 2014- 2020), président du syndicat mixte du Pays des Rives de Garonne (2008-2020) |
| 2020                                     | En cours | Jérôme Guillem   | DVG       | maire de Langon (mars 2020)                                                                                                  |

Le président est assisté de sept vice-présidents :
- Christian Daire, vice-président chargé de la petite enfance, de l'enfance et de la jeunesse, maire de Toulenne ;
- Olivier Douence, vice-président chargé de l'urbanisme et de l'habitat, maire de Pompéjac ;
- Martine Galissaires, vice-présidente chargée de l'action sociale, adjointe au maire de Saint-Symphorien ;
- Yann Marot, vice-président chargé des finances, maire de Sauternes ;
- David Lartigau, vice-président chargé de l'environnement, maire de Semens ;
- Patrick Breteau, vice-président chargé de la culture, de la communication et des ressources humaines, maire de Villandraut ;
- Didier Laulan, vice-président chargé du développement économique et du tourisme, maire de Castets et Castillon ;
- Patrick Labayle, vice-président chargé de la solidarité, maire de Saint-Pierre-de-Mons.

## Compétences
- Développement économique,
- Promotion et développement du tourisme,
- Actions sociales et services à la population,
- Sport et culture,
- Aménagement numérique,
- Accueil des gens du voyage,
- Élimination et valorisation des déchets ménagers,
- Entretien et mise en valeur des cours d'eau,
- Adhésion de la communauté de communes au Pays des Rives de Garonne.